# Robert Hanley Hall
Pour les articles homonymes, voir Robert Hall et Hall.
Robert Hanley Hall (25 avril 1850-12 décembre 1924) est un homme politique canadien de la Colombie-Britannique. Il est député provincial indépendant de la circonscription britanno-colombienne de Cassiar de 1890 à 1894.

## Biographie
Né à Derry dans le nord de l'Irlande, Hall commence sa carrière à Fenelon Falls (en) en Ontario. Il se joint comme commis à la Compagnie de la Baie d'Hudson en Colombie-Britannique en 1872. Hall est posté dans le district de Nouvelle-Calédonie, à Fort Simpson (en) dans le district du Columbia, à Victoria, ainsi qu'à Prince Albert. Hall est promu chef-facteur en 1906. Il est aussi président de la chambre de commerce de Prince Albert pendant trois ans. En 1910, il est commissaire pour le commerce des fourrures de la Compagnie de la Baie d'Hudson à Winnipeg. 
Il épouse Rachel Sarah, fille du trappeur et explorateur Peter Skene Ogden, en 1876.
Hall prend sa retraite et s'installe à Prince Albert en Saskatchewan où il décède en décembre 1924 à l'âge de 74 ans.